# Военный переворот в Гамбии (1994)
22 июля 1994 года в Гамбии группа младших офицеров национальной армии совершила военный переворот. Президент страны Дауда Джавара был свергнут, власть перешла к созданному заговорщиками Временному правящему совету вооружённых сил под руководством офицера Яйя Джамме, провозглашённым главой государства до проведения выборов. 26 сентября 1996 года Джамме был избран президентом и 28 сентября того же года распустил совет.

## Причины
Дауда Джавара находился у власти с 1962 года. При нём Гамбия имела репутацию стабильного государства, где уважают права человека и не ограничивают политический плюрализм. Но за положительным имиджем скрывались фактически однопартийный режим Народной прогрессивной парти и высокий уровень коррупции.
В начале 1990-х годов страна столкнулась с наплывом беженцев из охваченных конфликтами Сенегала, Либерии и Сьерра-Леоне. Это усилило давление на экономику и социальную сферу и привело к недовольству местных жителей.
Росло возмущение в гамбийской армии. В 1991 и 1992 годах солдаты вышли на демонстрации против задержек выплат пособий для участников операций военных контингентов ЭКОВАС. Военные также выражали неудовлетворение условиями жизни в казармах. Джавара не доверял армии: военные не имели оружия и транспорта. После распада конфедерации Сенегамбии в 1989 году и вывода гамбийских силовых структур из состава армии конфедерации, Джавара предложил Нигерии, имевшей большую и профессиональную армию, руководить местными военными. К 1994 году вооружённые силы Гамбии состояли из 800 солдат и офицеров под командованием нигерийцев. Иностранцы на командных постах вызвали негодование гамбийских военных.
Незадолго до переворота Джавара сместил с должности командира президентской гвардии лейтенанта Яйя Джамме. За сутки до путча власти разоружили в аэропорту группу военных, которая должна была встречать президента из ежегодного отпуска. Офицеров, среди которых был недовольный президентом Джамме, отправили в казармы.

## Переворот
22 июля 1994 года группа младших офицеров во главе с Джамме совершила бескровный военный переворот. В тот день гамбийские военные проводили совместные учения с американскими морскими пехотинцами, что позволило заговорщикам получить оружие. Офицеры отстранили президента от власти, заключили под домашний арест командиров и членов правительства. Джавара покинул страну и отправился в Лондон. Заговорщики создали Временный правящий совет вооружённых сил (ВПСВС) под руководством Яйя Джамме, Саной Сабалли, Садибу Хидарой и Эдвардом Сингате.

## Последствия

### Военный режим
Население не ответило на переворот акциями протеста. Духовные лидеры и ряд политических партий одобрили военный режим.
ВПСВС отменил конституцию 1970 года и запретил любую политическую деятельность. В своих первых публичных речах Джамме представлял заговор необходимым для защиты интересов страны, критиковал режим Джавара за коррупцию, обещал свободу и демократию. Но после переворота военные начали преследовать журналистов и юристов за критику новой власти. В 1995 году ВПСВС ввёл смертную казнь и создал тайную полицию — Национальное разведывательное управление.
Военный режим формировал комиссии для расследования злоупотреблений правительства Джавара. Комиссии нашли много доказательств нарушений, совершённых членами «Банжульской мафии» — группировки из чиновников администрации бывшего президента и предпринимателей. Работа комиссий принесла плоды: репутация Джавара упала в глазах общества.
До переворота основными финансовыми донорами Гамбии были Великобритания, Китай и монархии Персидского залива. После свержения Джавара ЕС сократил финансовую помощь в два раза. Аравийские нефтедобывающие монархии отреагировали равнодушно и сохранили прежний объём поддержки.

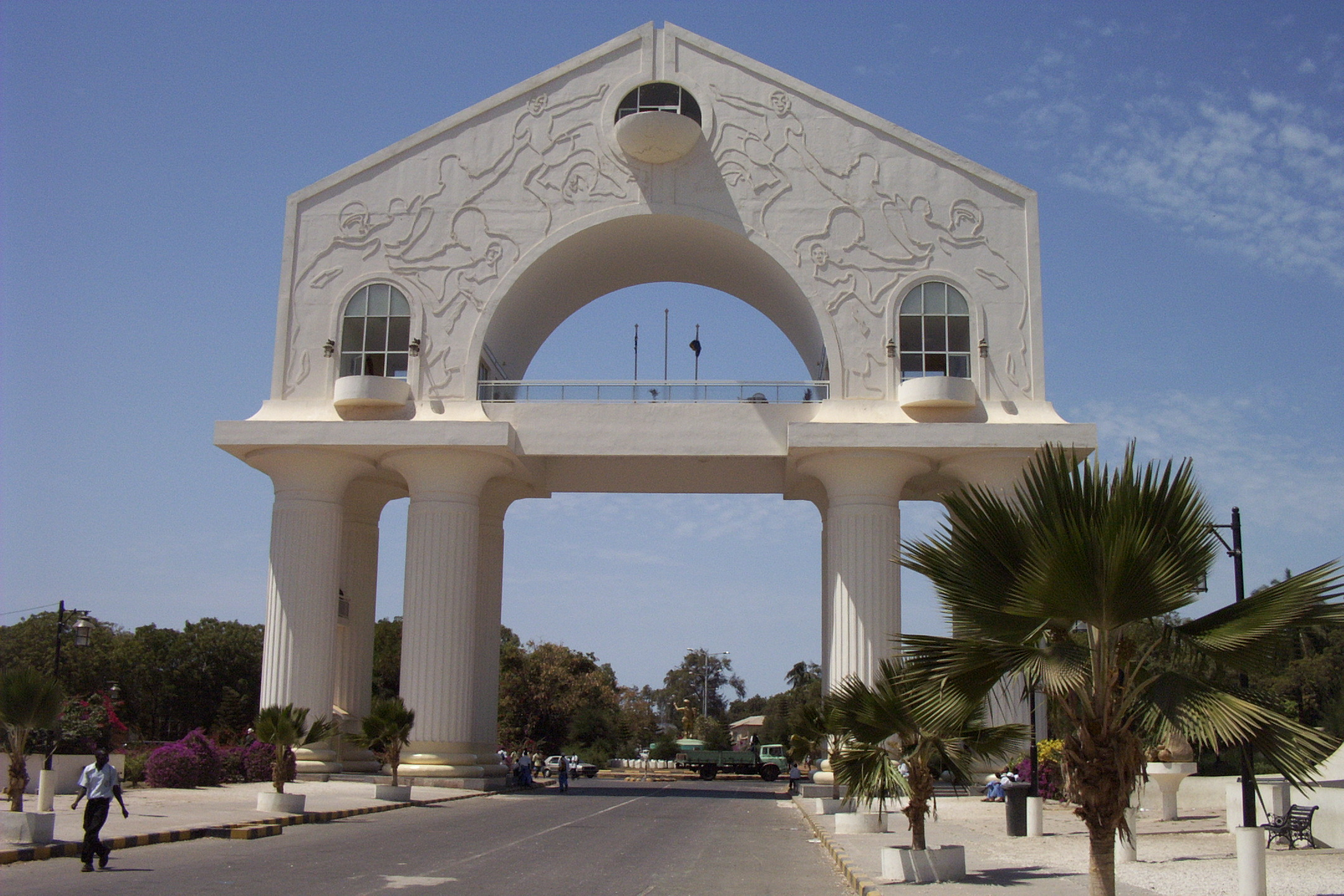
В память о перевороте Джамме построил в Банжуле арку

После переворота началась борьба за власть между военными. 14 ноября 1994 года в перестрелке в казармах погибли несколько офицеров и около 20 солдат, среди которых не было сторонников Джамме. Власти не представили доказательства заговора. По мнению африканиста Татьяны Денисовой, Джамме использовал версию подготовки военных к перевороту для расправы над потенциальными соперниками. Но Джамме также пытался заручиться поддержкой армии: увеличил жалованье, повысил расходы на проживание семей военных в казармах.

### Переход к конституционному правлению и президентство Джамме
В сентябре 1994 года Джамме заявил, что ВПСВС будет править до 1998 года. Это было закреплено в разработанной советом «Программе перехода к демократическому конституционному правлению». Программу раскритиковали внутри страны и за границей во многом из-за длительного переходного периода. Режим отреагировал и сократил период до двух лет.
Джамме победил на выборах президента в 1996 году и переизбирался в 2001, 2006 и 2011 годах. Джамме установил в Гамбии диктатуру и считался одним из самых жестоких политических лидеров Африки. Вместе с тем при нём в Гамбии открыли первый университет. Страна делала успехи в здравоохранении: снизился уровень смертности, открывались центры здравоохранения, количество врачей выросло с нескольких десятков до нескольких сотен. Джамме ввёл бесплатное образование для детей от шести до 12 лет.
В 2016 году Джамме признал своё поражение на выборах и поздравил избранного президента Адама Барроу с победой. Позже Джамме отказался признавать итоги выборов и обвинил избирательную комиссию в подтасовке результатов. В январе 2017 года он объявил в стране режим чрезвычайного положения. Парламент продлил полномочия Джамме на 90 дней, пока Верховный суд разбирался в законности прошедших выборов.
Африканский союз и ЭКОВАС пригрозили Джамме вооруженной интервенцией для его свержения. 19 января 2017 года в Гамбию вошли сенегальские войска под эгидой ЭКОВАС. На следующий день Джамме отказался от власти и покинул страну.